# Erna Emhardt

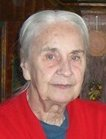
Erna Emhardt 2006

Erna Emhardt, geborene Wuck (* 14. Juli 1916 in Malchin/Mecklenburg; † 9. Mai 2009 in München) war eine deutsche Malerin.

## Leben
Nach einer jugendlichen „Versorgungsehe“ war sie bis zu dessen Tod 1976 mit Karl-Heinrich (Heiner) Emhardt verheiratet, der sie u. a. mit Max Horkheimer und Ödön von Horváth in Kontakt brachte, zu dessen Familie sie bis zu ihrem Tode noch Kontakt hielt. Über Horváth kam sie auch nach Murnau, wo sie erstmals mit der Hinterglasmalerei in Kontakt kam.

## Werk
Nach ersten künstlerischen Erfahrungen mit der Gestaltung von Figuren aus Brotteig wandte sie sich zunächst Stoffbildern mit vorwiegend biblischen Motiven zu. In diesem Zusammenhang entstand unter anderem auch ein Kreuzweg, der in den 1980er Jahren vom Bistum Hildesheim für die Kapelle der pastoralen Bildungsstätte Hildesheim Moritzberg erworben wurde.
Bekanntheit erlangte Erna Emhardt jedoch seit den 1970er Jahren hauptsächlich durch ihre naiven Hinterglasbilder in Öl, einer Kunstform, zu deren bedeutenden Vertreterinnen sie zählte. Auch hier sind ihre Werke wiederum zu einem erheblichen Teil biblischen Motiven gewidmet, und Grundlage von Büchern, Kalendern und Postkarten geworden.
Auch Teilen ihrer Münchener Heimat, wie dem Chinesischen Turm, dem Oktoberfest oder dem Blick aus dem Fenster ihrer Wohnung in Schwabing auf das zur katholischen Akademie gehörende Schloss Suresnes, widmete sie viele Werke. Mit der katholischen Akademie verband Erna Emhardt eine enge Beziehung, die sich neben einer Ausstellung auch im Ankauf diverser Werke durch die Akademie und 1989 mit der Verleihung des Freundeszeichens ebenso wie in der Ausrichtung eines Empfangs zum 80. Geburtstag, zu dem auch der Bayerische Rundfunk ein Porträt ausstrahlte, niederschlug.

## Publikationen
- Arche Noah, erzählt von Margrit Haubensak-Tellenbach. Schuler Verlag, München 1977, ISBN 3-77969530-8.
- Die Weihnachtsgeschichte, erzählt von Rudolf Hagelstange. Schuler  Verlag, München 1992, ISBN 3-77965311-7.
- Wie Gott die Welt erschaffen hat, erzählt von Margrit Haubensak. 1985, ISBN 3-77969531-6.
- Zoogeschichten. Mit Texten von Alfons Schweiggert. Schuler Verlag, München 1985, ISBN 3-76110697-1.
- Kinder erleben das Jahr. Mit Texten von Alfons Schweiggert. Atlantis Verlag, 1987, ISBN 3-76110696-3.
- mit Doris Mühringer: Ein Schwan auf dem See. (Ellermann-Spiel-Bilderbuch) Verlag Ellermann, München 1980, ISBN 3-7707-2011-3.

## Ausstellungen (Auswahl)
- 1979: Katholische Akademie München
- 1982: Bad Hersfeld
- 1983: Stadttheater Hildesheim
- 1984: Landeskrankenhaus Göttingen
- 1986 Völkerkundemuseum München[2]